# 1931 aux échecs
| Années des échecs : 1928 - 1929 - 1930 - 1931 - 1932 - 1933 - 1934    |
| Décennies des échecs : 1900 - 1910 - 1920 - 1930 - 1940 - 1950 - 1960 |

Cet article présente les faits marquants de l'année 1931 aux échecs.

## Championnats nationaux
- Argentine : Jacobo Bolbochán remporte le championnat 1931-1932[1],[2].
- Autriche : Karl Palda et Herbert Berghofer remportent le championnat officiel[3]. Pas de tournoi féminin[4].
- Belgique : Marcel Barzin remporte le championnat[5].
- Brésil : Le championnat n’a pas lieu[6].
- Canada : Maurice Fox remporte le championnat[7].
- Écosse : William Gibson remporte le championnat[8].
- Finlande: Eero Böök remporte le championnat[9].
- France : André Muffang remporte le championnat [10]. Chez les femmes, c’est Pape  qui s’impose[11] (Paulette Schwartzmann.est première, mais n’est pas déclarée championne du fait de sa nationalité russe).
- Pologne :Pas de championnat[12].
- Royaume-Uni: Frederick Yates remporte le championnat[13].
- Suisse : Hans Johner remporte le championnat [14].
- RSS d'Ukraine : Abram Zamikhovski remporte le championnat[15],[16], organisé dans le cadre de l’Union soviétique.

## Naissances
- 23 mars : Viktor Kortchnoï

## Nécrologie
- 7 mars : Bernhard Fleissig (en)
- 25 juin : Yakov Vilner
- 11 août : Louisa Matilda Fagan (en)
- 25 septembre : Paula Wolf-Kalmar
- 27 novembre : Solomon Rubinstein (en)
- 2 décembre : Henri Weenink
- 6 décembre : Julius Finn (en)